# Copris mindorensis
Copris mindorensis là một loài bọ cánh cứng trong họ Bọ hung (Scarabaeidae).